# Jill Tietjen
Jill S. Tietjen (* 1954 als Karen Jill Stein in Newport News) ist eine US-amerikanische Elektroingenieurin. Sie ist Gründerin, Präsidentin und Geschäftsführerin von Technically Speaking Inc., einem Beratungsunternehmen für Elektrizitätsversorgungsunternehmen. Sie setzt sich für die Beteiligung von Frauen in den MINT-Fächern ein.

## Kindheit und Studium
Ihr Vater, ein promovierter Ingenieur, arbeitete bei der NASA.
Tietjen wurde 1972 an der University of Virginia zugelassen. 1976 erwarb sie einen Bachelor-Abschluss mit angewandter Mathematik als Hauptfach und Elektrotechnik als Nebenfach. Sie war eine der ersten zehn Frauen, die ihr Ingenieurstudium an dieser Universität abschlossen. Sie begann bei Duke Power in Charlotte (North Carolina) zu arbeiten und erwarb 1979 einen MBA an der University of North Carolina at Charlotte.

## Karriere
Nach fünf Jahren als Planungsingenieurin bei Duke Power zog sie 1981 nach Denver, um als Planungsanalystin in der Bergbau- und Kohleabteilung der Mobil Oil Corporation zu arbeiten. 1984 stieg sie als stellvertretende Vizepräsidentin von Stone & Webster Management Consultants in Greenwood Village (Colorado) in die Beratung von Stromversorgern ein, eine Position, die sie bis 1992 innehatte. Von 1992 bis 1995 war sie als Principal bei RCG/Hagler Bailly in Boulder (Colorado) für die Versorgungsplanung zuständig. Von 1995 bis 1997 kehrte sie zu Stone & Webster zurück und leitete deren Büro in Denver. In dieser Zeit war sie als Sachverständige für Stromversorgungsunternehmen vor bundes- und einzelstaatlichen Regulierungskommissionen tätig.
Von 1997 bis 2000 widmete sich Tietjen als Leiterin des Women in Engineering Program an der University of Colorado Boulder der Ausbildung von Frauen. Von 1997 bis 2008 war sie landesweit als Akkreditierungsbeauftragte für Ingenieurstudiengänge tätig, unter anderem im Auftrag des Institute of Electrical and Electronics Engineers (IEEE).
Im Jahr 2000 gründete sie ihr eigenes Unternehmen Technically Speaking Inc., um Beratungsdienste für Stromversorgungsunternehmen anzubieten. Von 2001 bis 2008 arbeitete sie als leitende Ingenieurin bei McNeil Technologies und von 2003 bis 2005 als leitende Unternehmensberaterin bei R. W. Beck.

## Frauenfürsprecherin
Tietjen setzt sich für die Beteiligung von Frauen in den MINT-Fächern ein. Sie ist Mentorin für Frauen, die eine Karriere in den Bereichen Ingenieurwesen und Technologie anstreben, und hat Stipendien für Frauen in technischen Bereichen an der University of Virginia, der University of North Carolina at Charlotte und der University of Colorado Boulder sowie über die Society of Women Engineers gestiftet. Mit dem Ziel, mehr Vorbilder für Frauen zu schaffen, nominiert sie regelmäßig Kandidatinnen für Auszeichnungen in den Bereichen Ingenieurwesen und Technologie. Ihre erste Nominierung galt der Informatikerin Grace Hopper, die 1952 eines der ersten Compiler-Tools erfand. Tietjen hat mehr als 30 Frauen aus allen Bereichen für die National Women’s Hall of Fame nominiert.

## Redaktionelle Arbeit und Vorträge
Tietjen ist Herausgeberin der Reihe Women in Engineering bei Springer und hat den Einführungsband der Reihe verfasst. Von 2014 bis 2018 war sie Bloggerin bei The Huffington Post und schrieb über die historischen Leistungen von Frauen.
Tietjen erhielt bei Duke Power eine Ausbildung in öffentlichem Reden. Für dieses Unternehmen hielt sie Präsentationen über Kernenergie, und später nutzte sie ihre Redefähigkeiten, um als Sachverständige für Stromversorgungsunternehmen vor bundes- und landesweiten Regulierungskommissionen auszusagen. Sie ist auch eine Motivationsrednerin zu den Themen Frauen in der Technik, historische Frauen in Technik und Wissenschaft und Frauen in Führungspositionen.

## Mitgliedschaften
Tietjen wurde 1988 in den Vorstand der Society of Women Engineers gewählt und war deren Präsidentin von 1991 bis 1992. Sie war die erste Frau im Vorstand der Rocky Mountain Electrical League und auch die erste Präsidentin dieses Verbands.
Von 2009 bis 2014 gehörte sie dem Vorstand der National Women’s Hall of Fame an. 2015 wurde sie zur CEO ernannt.
Tietjen ist ein externes Mitglied des Verwaltungsrats der Georgia Transmission Corporation. Von 2010 bis 2021 war sie externes Mitglied des Verwaltungsrats von Merrick & Company. Seit 2008 ist sie Treuhänderin der University of Virginia School of Engineering and Applied Science.

## Auszeichnungen
Tietjen wurde in das Who’s Who in Engineering, das Who’s Who in Science and Engineering und das Who’s Who in Technology aufgenommen. Im Jahr 2010 wurde sie in die Colorado Women's Hall of Fame und 2019 in die Colorado Authors' Hall of Fame aufgenommen.

## Privatleben
1976 heiratete sie ihren ersten Mann, einen Kommilitonen der University of Virginia, und wurde als Jill S. Baylor bekannt. Sie ließen sich 1994 scheiden. Ihr zweiter Ehemann ist David Tietjen. Das Paar wohnt in Centennial (Colorado).

## Veröffentlichungen
- Over, Under, Around, And Through: How Hall of Famers Surmount Obstacles. Fulcrum Publishing, 2022, ISBN 978-1-68275-335-4. (mit Elinor Miller Greenberg)
- Women in Infrastructure. Springer Nature, 2022, ISBN 978-3-03092820-9. (mit Peggy Layne)
- Scientific Women: Re-visioning Women's Scientific Achievements and Impacts. Springer Nature, 2020, ISBN 978-3-03051445-7.
- Hollywood: Her Story, An Illustrated History of Women and the Movies. Rowman & Littlefield, 2019, ISBN 978-1-4930-3706-3. (mit Barbara Bridges)
- Engineering Women: Re-visioning Women's Scientific Achievements and Impacts. springer, 2016, ISBN 978-3-319-40800-2.
- Women in Engineering Book 9: Recognizing and Taking Advantage of Opportunities. IEEE, 2016.
- Inspiring Women of the National Women's Hall of Fame. National Women's Hall of Fame, 2015, ISBN 978-0-9861791-0-5. (mit Jillaine Newman and Merrill Amos)
- Her Story: A Timeline of the Women Who Changed America. Harper Collins, 2013, ISBN 978-0-06-204146-3. (mit Charlotte. S. Waisman)
- Setting the Record Straight: The History and Evolution of Women's Professional Achievement in Accounting. White Apple Press, 2005. (mit Betty Reynolds)
- Keys to Engineering Success. Prentice Hall, 2001. (mit Kristy Schloss)
- Setting the Record Straight: An Introduction to the History and Evolution of Women's Professional Achievement. White Apple Press, 2001, ISBN 0-9644849-5-1. (mit Betty Reynolds)
- Setting the Record Straight: The History and Evolution of Women's Professional Achievement in Engineering. White Apple Press, 2001. (mit Betty Reynolds)